# João de Vallera

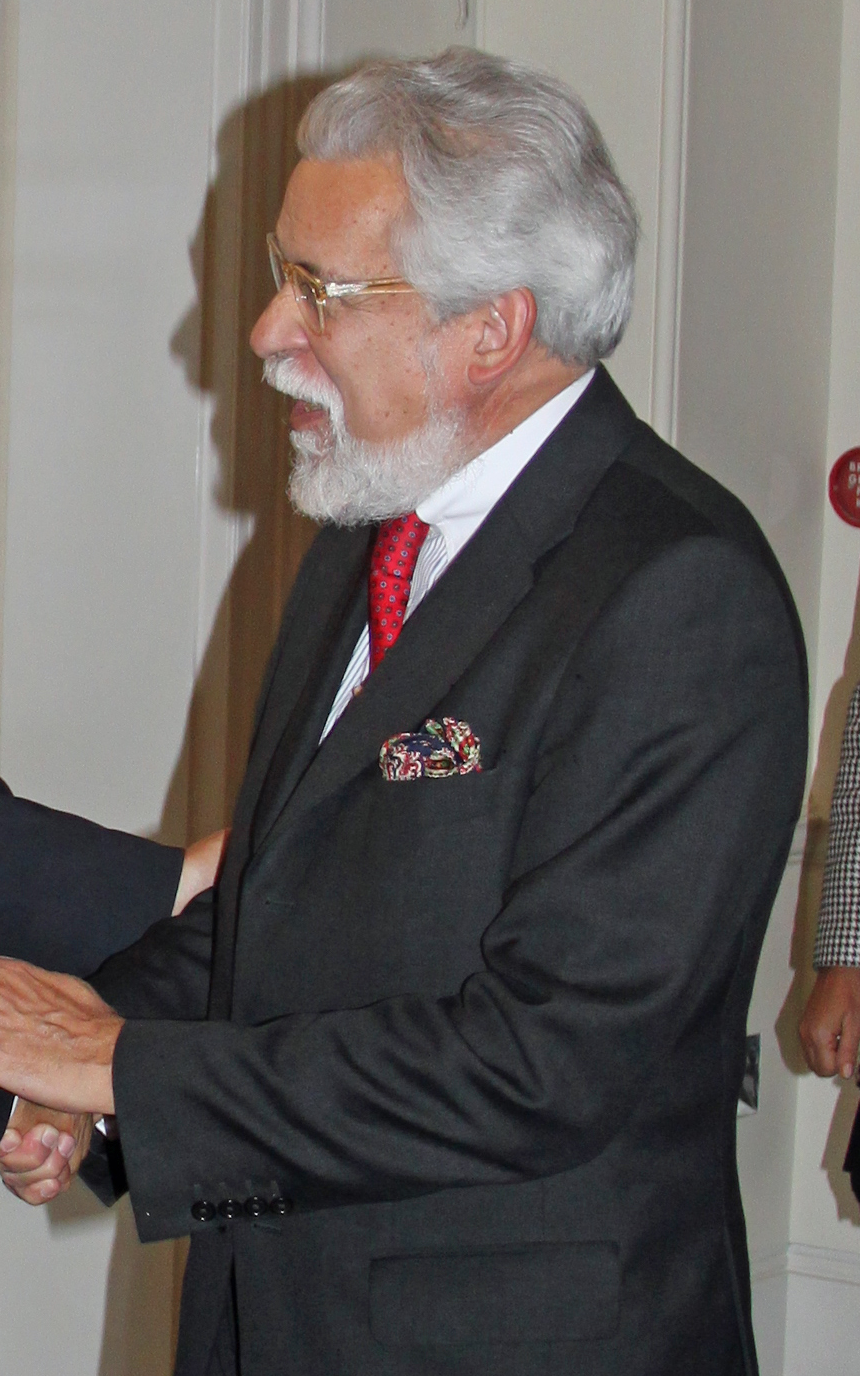
S.E. Botschafter João de Vallera bei einem Empfang in London (2014)

João de Vallera (* 1. Juni 1950 in Malanje, Angola) ist ein Diplomat aus Portugal.

## Werdegang
Vallera wurde in der Portugiesischen Kolonie Angola geboren. Er kam lange vor der Unabhängigkeit Angolas ins Mutterland Portugal zurück, wo er ein Wirtschaftsstudium an der Universität Lissabon absolvierte. Ab 1974 ging er in den Auswärtigen Dienst des portugiesischen Außenministeriums, als dritter Botschaftssekretär. Nach Tätigkeiten an der portugiesischen Botschaft in Madrid und der Ständigen Vertretung Portugals bei der EU wurde er selbst Botschafter.
1998 trat er seine erste Stelle als hauptverantwortlicher Botschafter an, als Portugiesischer Vertreter in Irland. 2001 wurde er Generaldirektor für Europäische Angelegenheiten im Außenministerium Portugals, bevor 2002 seine Tätigkeit als Portugiesischer Botschafter in Deutschland bis 2006 folgte.
2007 wurde er Portugiesischer Botschafter in den USA und war damit auch für andere Länder zuständig, wo er zweitakkreditiert wurde, darunter die Bahamas. Ab 2011 wurde er Vertreter Portugals im Vereinigten Königreich, bis er 2016 in den Ruhestand wechselte.

## Auszeichnungen
- Am 2. Juni 1987 wurde Vallera mit dem Ritterkreuz des Christusordens ausgezeichnet
- Am 23. Juli 1998 folgte das Großkreuz des Portugiesischen Verdienstordens
- Am 18. Januar 2006 wurde ihm das Großkreuz des Christusordens verliehen[3]
- 2016 wählte ihn das in London akkreditierte Diplomatische Corps zum Europäischen Diplomaten des Jahres.[2]